# Stenus scrutator
Stenus scrutator är en skalbaggsart som beskrevs av Wilhelm Ferdinand Erichson 1840. Stenus scrutator ingår i släktet Stenus, och familjen kortvingar. Arten är reproducerande i Sverige.